# Кубок Казахстану з футболу 2025
Кубок Казахстану з футболу 2025 — 33-й розіграш кубкового футбольного турніру в Казахстані.

## Календар
| Раунд                     | Дата                       | Матчі | Клуби   |
| ------------------------- | -------------------------- | ----- | ------- |
| Перший попередній раунд   | 15–16 березня 2025         | 8     | 30 → 22 |
| Другий попередній раунд   | 18–19 березня 2025         | 4     | 22 → 18 |
| Фінал попереднього раунду | 22–23 березня 2025         | 2     | 18 → 16 |
| 1/8 фіналу                | 12–13 квітня 2025          | 8     | 16 → 8  |
| 1/4 фіналу                | 14 травня 2025             | 4     | 8 → 4   |
| 1/2 фіналу                | 25 червня – 31 серпня 2025 | 4     | 4 → 2   |
| Фінал                     | 1 листопада 2025           | 1     | 2 → 1   |

## 1/8 фіналу
| Команда 1      | Рахунок      | Команда 2 |
| -------------- | ------------ | --------- |
| 12 квітня 2025 |              |           |
| Улитау         | 0–3          | Єлімай    |
| Кизилжар       | 1–0          | Кайсар    |
| Кайрат         | 3–0          | Каспій    |
| Туран          | 2–0          | Атирау    |
| 13 квітня 2025 |              |           |
| Окжетпес       | 1–1 пен. 7–8 | Астана    |
| Хан-Тенгрі     | 0–2          | Ордабаси  |
| Женіс          | 1–0          | Актобе    |
| Тобол          | 1–0 дч       | Жетису    |

## 1/4 фіналу
| Команда 1      | Рахунок      | Команда 2 |
| -------------- | ------------ | --------- |
| 14 травня 2025 |              |           |
| Кизилжар       | 0–0 пен. 3–1 | Єлімай    |
| Ордабаси       | 1–0          | Кайрат    |
| Туран          | 0–2          | Тобол     |
| Женіс          | 1–1 пен. 4–3 | Астана    |

## 1/2 фіналу
| Команда 1                  | Заг. | Команда 2 | 1-й матч | 2-й матч |
| -------------------------- | ---- | --------- | -------- | -------- |
| 25 червня – 30 серпня 2025 |      |           |          |          |
| Кизилжар                   | –    | Ордабаси  | 0–0      | –        |
| Женіс                      | –    | Тобол     | 1–2      | –        |